# ポール・シュナイダー (俳優)
ポール・シュナイダー（Paul Schneider、1976年3月16日 - ）は、アメリカ合衆国の俳優。

## 出演作品
- エリザベスタウン（2005年） - Jesse Baylor[1]
- 幸せのポートレート（2005年） - ブラッド・スティーヴンソン
- ジェシー・ジェームズの暗殺（2007年） - ディック・リディル
- ラースと、その彼女（2007年） - ガス
- お家をさがそう（2009年） - コートニー
- パークス・アンド・レクリエーション（TVドラマ 2009年 - 2010年） - マーク・ブレンダナウィクス
- ブライト・スター いちばん美しい恋の詩（2009年） - チャールズ・ブラウン
- 恋人たちのパレード（2011年） - チャーリー
- 愛のあしあと（2011年） - ヘンダーソン
- 金陵十三釵（きんりょうじゅうさんさ 英語題：The Flowers Of War 中国映画 2011年） - テリー
- ベイビー・メイク 私たちのしあわせ計画（2012年） - トミー・マックリン
- ニュースルーム（TVドラマ 2012年 - 2014年） - Bryan Brenner
- ハリウッド・スキャンダル（2016年） - リチャード・ミスキン
- アメリカン・クライム・ストーリー/ヴェルサーチ暗殺 (2018年、テレビドラマシリーズ) - ポール・ベック
- ザ・ループ TALES FROM THE LOOP Tales from the Loop (2020年、テレビドラマシリーズ)